# Kurvelesh

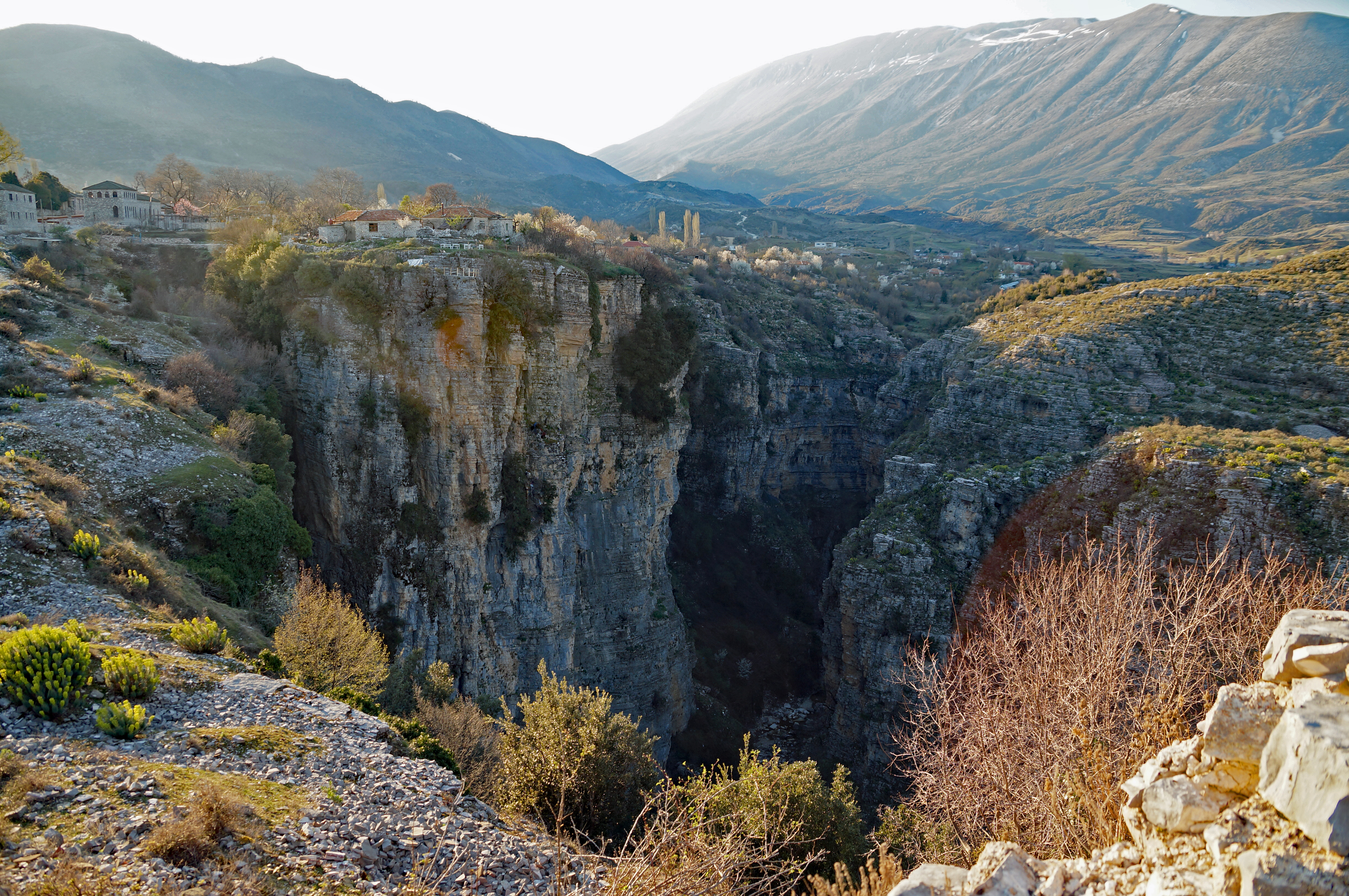
Nivica mit Schluchten, Këndrevica im Hintergrund

Kurvelesh (albanisch auch Kurveleshi, türkisch Korvaleş) ist eine Region in Südalbanien. Die Gebirgslandschaft liegt südwestlich von Tepelena zwischen der Vjosa und dem Drino im Osten und der Albanischen Riviera, Küste des Ionischen Meers, im Westen. Im Süden wird die Region durch den Fluss Kardhiq begrenzt. Das Gebiet umfasst etwa eine Fläche von 700 Quadratkilometern und hat eine durchschnittliche Höhe von rund 900 m ü. A.

## Geographie

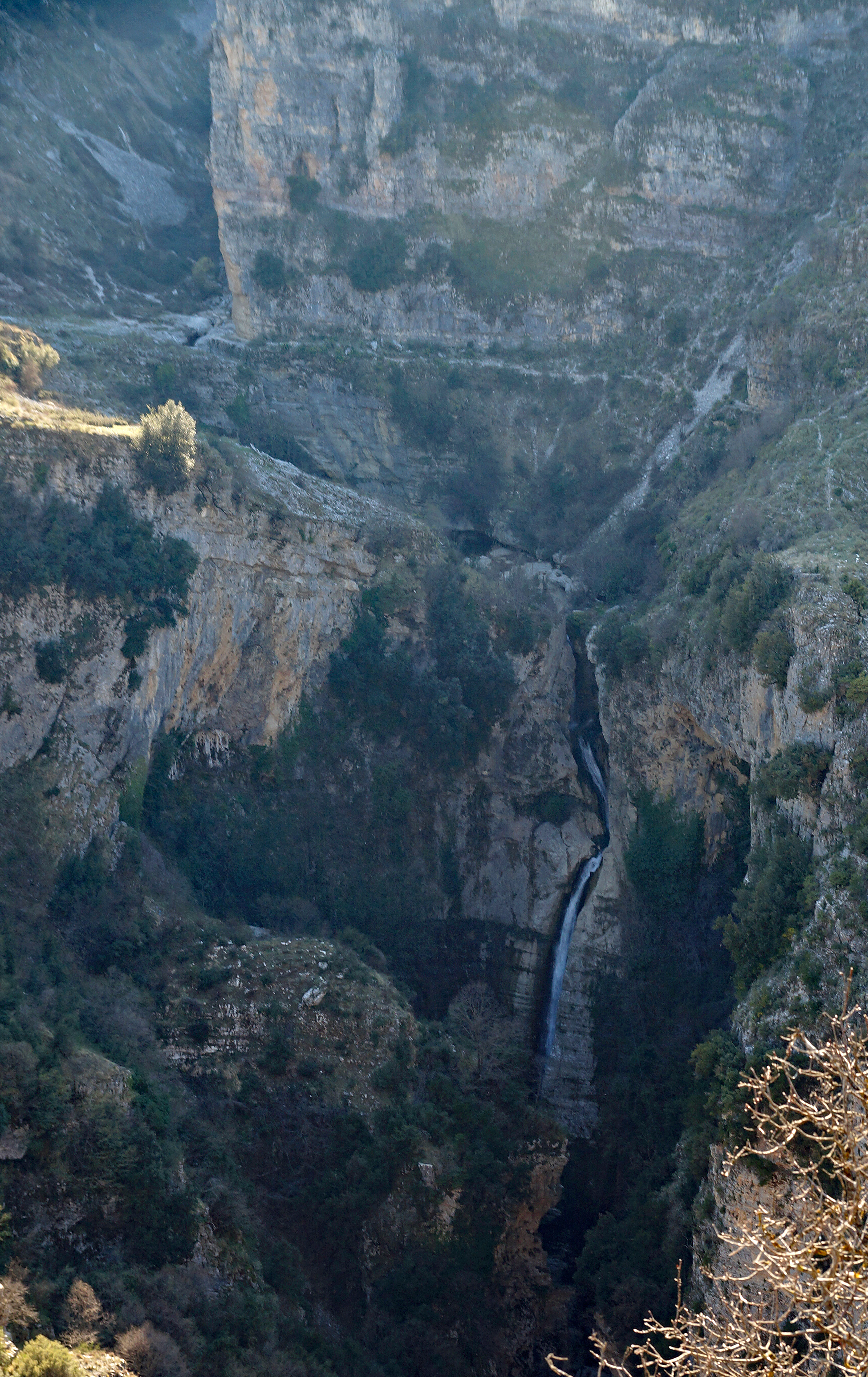
Wasserfall in einer Schlucht bei Nivica

Das Obere Kurvelesh (Kurvelesh i sipërm) wird mehrheitlich vom Fluss Bënça zur Vjosa entwässert, umfasst aber auch noch einige südlich angrenzende Gebiete auf der Nordseite des Tals von Kardhiq sowie im Norden das Tal von Salaria. Das Gebiet ist eine Hochebene, die durch tief eingeschnittene Schluchten zerschnitten wird. Es gibt zahlreiche Wasserfälle und Karstformen wie Höhlen, Dolinen, Quellen und Poljen.

„Als Kurvelesh-Plateau wird das stark verkarstete, im ganzen flach nach W geneigte (etwa von 1400–1000 m Höhe) Kalkgebiet südöstlich des Griba-Gebirges  bezeichnet. Die höchsten Punkte finden sich im NE, oberhalb der Steilwand zum Talkessel von Luzat (über 1500 m), die Dörfer Progonat und Lekdushaj liegen bei ca. 900 m in einer von tiefen Cañons durchschnittenen Senke. Im W grenzt bei Nivice in ca. 900 m Höhe ein kleines Flyschhügelland an.“

Die höchsten Berge sind die Maja e Bardhë (1420 m ü. A.) im Südosten, der Mali i Thatë (1568 m ü. A.) im Süden, die Maja e Mureve (1700 m ü. A.) und der Mali i Pleshovicës (1734 m ü. A.) im Westen, die Maja e Këndrevicës (2122 m ü. A.) als Teil des Mali i Griba im Nordwesten, der Mali i Komtirit (1616 m ü. A.) im Norden und die Maja e Dudinës (1430 m ü. A.) im Nordosten. Im Zentrum des Oberen Kurvelesh steht die von der Bënça entwässerte Region südwestlich von Tepelena mit den Dörfern Gusmar, Nivica, Rexhin, Progonat und Lekdush. Diese waren bis 2015 in der eigenständigen Gemeinde Kurvelesh innerhalb des Kreises Tepelena zusammengefasst. Die Gemeinde hatte bei der Volkszählung 2023 noch 499 Einwohner (2011: 705 Einwohner). Größtes Dorf ist Progonat, Sitz der Gemeinde war in Gusmar. Weiter zählt man noch das entfernte, nördlich von Nivica liegende Dorf Salaria zum Oberen Kurvelesh. Im südlich anschließenden Kardhiq-Tal befinden sich noch die Dörfer Golem, Kaparjel, Picar und Kolonja, die bis 2015 die eigenständige Gemeinde Picar im Kreis Gjirokastra mit 662 Einwohnern (2023; 2011: 937 Einwohner) bildeten.

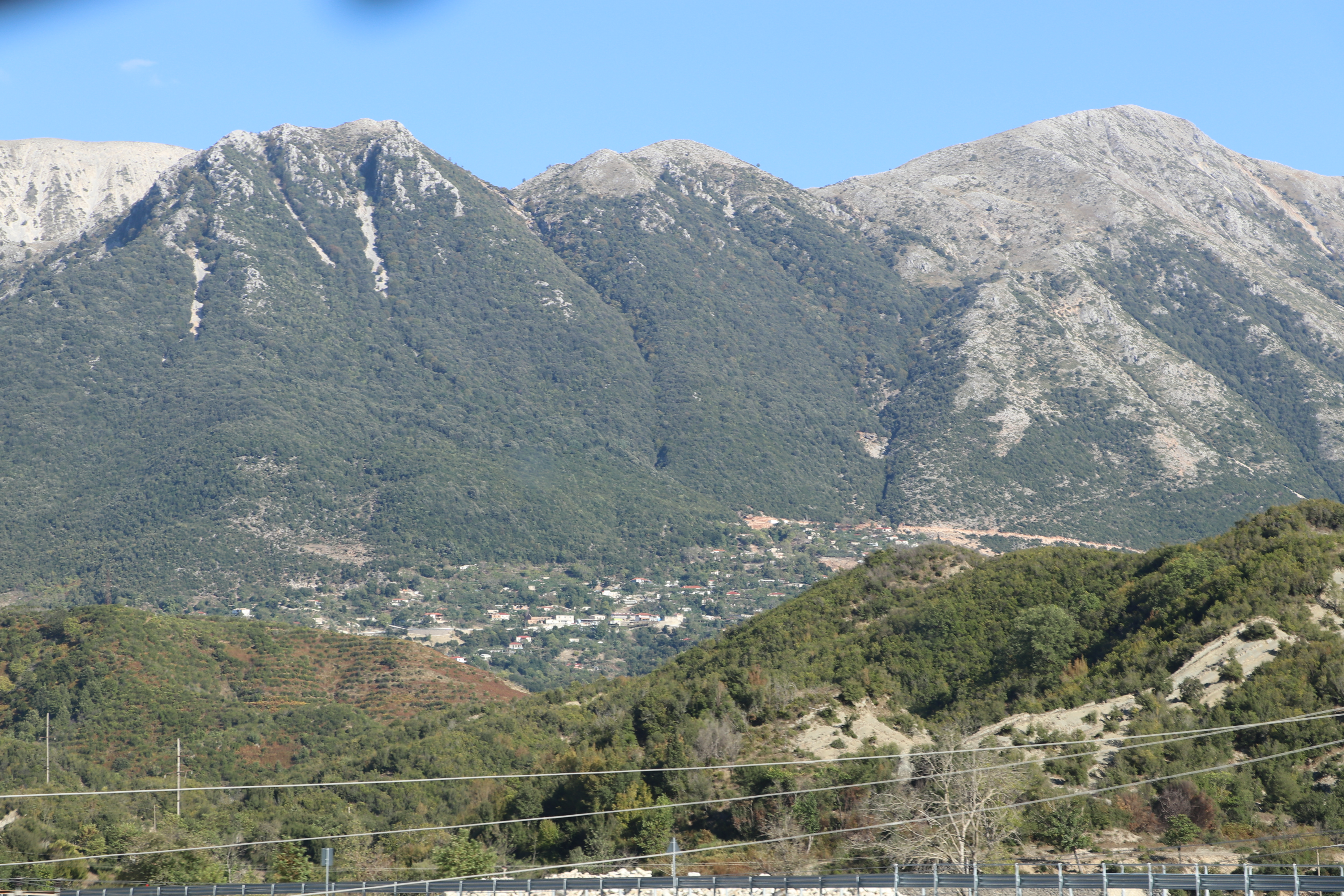
Das Dorf Kuç und Berge des Unteren Kurvelesh

Das Untere Kurvelesh (Kurvelesh i poshtëm ) umfasst das Tal am Oberlauf der Shushica und das Tal des Bachs Çorraj, der direkt ins Ionische Meer fließt. Zum Unteren Kurvelesh zählen die Dörfer Kuç, Bolena, Vërnik, Kallarat, Fterra und Çorraj, von denen die ersteren zum Kreis Vlora und die letzten beiden zum Kreis Saranda gehörten.
Wegen der mächtigen Berge rund um die Hochebene und der tiefen Schluchten war das Kurvelesh bis 2020 nur schwer zugänglich. Das Obere Kurvelesh ist über eine seit 2021 durchgehend asphaltierte Fahrstraße von Tepelena über Bënça aus zu erreichen, der südliche Teil aus dem Kardhiq-Tal auf unasphaltiertem Fahrweg. Kuç im Unteren Kurvelesh ist von Vlora auf asphaltierter Straße durchs Shushica-Tal zu erreichen. Noch nicht asphaltiert ist die Fahrstraße von Kuç nach Borsh an die Küste über den Dërrasa-Pass zwischen Fterra und Kuç. Oberes und Unteres Kurvelesh waren lange nur durch einen sehr schlechten Fahrweg verbunden, der 2020/21 ebenfalls ausgebaut und asphaltiert wurde. Die 14 Kilometer lange Straße von Salaria nach Nivica über den 1097 m ü. A. hohen Kresta-Pass an der Ostseite des Berges wurde 2021 ausgebaut und asphaltiert.
Die Dörfer des Oberen Kurvelesh waren schon einige Jahre länger durch eine asphaltierte Straße verbunden.

## Geschichte
In Nivica befindet sich ein Kalaja (Burg) genannter Hügel, der auf drei Seiten von steil abfallenden Felswänden umgeben ist. Die Anlage wurde im 3. bis 2. Jahrhundert vor Christus von Illyrern aus Amantia besiedelt. Mindestens zwei Mal, unter Justinian und unter den Osmanen, wurden die Befestigungen erneuert. Heute finden sich nur noch einige Ruinen.
Im Mittelalter gehörte das Kurvelesh noch zu Himara. Der Name leitet sich vom Stamm der Korvesen ab, die hier im Mittelalter lebten, später aber als Arbëresh auswanderten.

## Bevölkerung und Wirtschaft
Die Arbeitstätigkeit der Bewohner in der Region beschränkt sich primär auf Landwirtschaft, insbesondere Viehzucht. Traditionell waren auch Fernweidewirtschaft gebräuchlich. Viele Bewohner waren im Osmanischen Reich als Wanderarbeiter unterwegs.
Die Bewohner des Kurvelesh sind abgesehen von einem Teil der Bevölkerung des Dorfs Çorraj alle muslimisch.